# Gianluca Casseri
Gianluca Casseri (* 1961 in Cireglio, Pistoia; † 13. Dezember 2011 in Florenz) war ein Autor der extremen Rechten in Italien. Am 13. Dezember 2011 verübte er einen Amoklauf, in dessen Verlauf er mit einem Revolver auf drei senegalesische Händler schoss, von denen zwei sofort starben; der dritte überlebte schwer verletzt. Drei Stunden später verletzte er zwei weitere Senegalesen. Anschließend  erschoss er sich selbst.

## Leben
Gianluca Casseri wuchs in einem kleinen Dorf in der Provinz Pistoia (Toskana) auf. In seiner Jugend entwickelte er eine Vorliebe für Horror- und Fantasyliteratur wie H. P. Lovecraft und J. R. R. Tolkien. Er führte zunächst ein zurückgezogenes Leben als Buchhalter in Italien und eignete sich in dieser Zeit ein rechtsextremes Weltbild an. Seine Ideologie umfasste eine Mischung aus Neopaganismus, Fantasy und faschistischem Gedankengut. Von 2001 bis 2005 gab er die Zeitschrift La Soglia (dt. „Die Schwelle“) heraus. Zusammen mit Enrico Rulli verfasste er den historischen Roman „La Chiave del Caos“, der Schwarze Magie und Rechte Esoterik miteinander verbindet. Des Weiteren erschien das Pamphlet I protocolli del savio di Alessandria (dt. ‚Die Protokolle des Weisen von Alexandria‘), eine Art aktualisierte Fassung der Protokolle der Weisen von Zion, das die Theorie einer jüdischen Weltverschwörung in Zusammenhang mit Umberto Ecos Der Name der Rose setzt.
Um 2005 suchte er Kontakt zum rechtsextremen Kulturzentrum CasaPound, wo er laut Spiegel seine ideologische Heimat fand. Dort referierte er unter anderem über seine Lieblingscomiccharaktere Tim und Struppi und Tex Willer.

## Amoklauf
Am 13. Dezember 2011 schoss Casseri an der Piazza Dalmazia in Florenz mit einem Revolver auf drei senegalesische Händler, von denen zwei sofort starben; der dritte überlebte schwer verletzt. Drei Stunden später verletzte er zwei weitere Senegalesen am San-Lorenzo-Markt und floh dann vor der Polizei in eine Tiefgarage, wo er sich selbst erschoss.

## Mediale Rezeption
Mehrere Medien zogen in der Berichterstattung über Casseri Parallelen zu Anders Behring Breivik und dessen Anschlägen in Norwegen. In der rechtsextremen Szene wird die Tat unterschiedlich rezipiert. Während CasaPound, über deren Stellung im italienischen Rechtsextremismus vermehrt berichtet wurde, öffentlich auf Distanz ging, erreichte eine Unterstützer-Gruppe auf Facebook 6000 sogenannte „Likes“ (‚Gefällt mir‘), bevor sie gesperrt wurde.
Im Anschluss an die Tat kam es zu Protesten durch die Bewohner von Florenz, insbesondere durch afrikanischstämmige Personen, die dem Staat vorwarfen, zu wenig gegen rassistische Vorurteile zu tun. Matteo Renzi, der Bürgermeister von Florenz, schloss sich diesen Protesten an.

## Werke
- La chiave del caos. Zusammen mit Enrico Rulli. Il Punto D’incontro 2010. ISBN 978-8880936985
- I protocolli del savio di Alessandria. Umberto Eco nel romanzesco mondo dei savi di Sion. Solfanelli 2011. ISBN 978-8874977307